# بوني ماثيسون
بوني جين ماثيسون (بالإنجليزية: Bonnie Mathieson)‏ (10 مايو 1945 - 8 يناير 2018) عالمة أمريكية ورائدة في أبحاث لقاح فيروس نقص المناعة البشرية (الإيدز)، عملت ماتيسون في المعاهد الوطنية للصحة (NIH) لمدة 43 عاما. لعبت دورًا أساسيًا في أبحاث (NIH / HIV / AIDS) وبرامج اللقاحات والسياسة العلمية.
ولدت ماتيسون في 10 مايو 1945. كانت الأكبر بين الأشقاء السبعة. نشأوا في مزرعة في إلينوي. حصلت على بكالوريوس العلوم في علم النبات من جامعة إلينوي عام 1967. بحثت في علم أمراض الرجفان وعلم المناعة وعلم الوراثة في جامعة ستانفورد حيث أكملت درجة الماجستير في علم الأحياء الدقيقة الطبية.  في عام 1975 ، حصلت على الدكتوراه في علم الأحياء من مركز ميموريال سلون كيترينج للسرطان وكلية طب ويل كورنيل في جامعة كورنيل في مدينة نيويورك.